# أشيكور
أشيكور (بالفرنسية: Achicourt) هي بلدية فرنسية تقع في إقليم باد كاليه من منطقة نور با دو كاليه في شمال فرنسا. تبلغ مساحة هذه المدينة 5.94 (كم²)، وترتفع عن سطح البحر 72 م، يبلغ عدد سكانها 7727 نسمة حسب إحصاء المعهد الوطني للإحصاء والدراسات الاقتصادية سنة 2009 م. وترأس Pascal Lachambre البلدية خلال فترة (2008-2014).

## توأمة
لأتشيكورت اتفاقيات توأمة مع:
- إيدار-أوبرشتاين